# Kanton Châtenois-les-Forges
Kanton Châtenois-les-Forges je kanton v departementu Territoire de Belfort v regionu Franche-Comté. Sídlem správy je město Châtenois-les-Forges.

## Obcekantonu
- Argiésans (Ar)
- Banvillars (Ban)
- Bavilliers (Bav)
- Bermont (Ber)
- Botans (Bot)
- Buc (Buc)
- Châtenois-les-Forges (Ch)
- Dorans (Do)
- Trévenans (Tr)
- Urcerey (Ur)